# Alfabet demòtic
L'alfabet demòtic (del grec antic: δημοτικός dēmotikós, 'popular') és l'escriptura que es feia servir a l'antic Egipte per a la cal·ligrafia demòtica, que seguí a l'escriptura hieràtica del nord utilitzada al Delta del Nil, com a darrera etapa d'escriptura. Després d'aparèixer l'alfabet demòtic, es va seguir fent servir l'escriptura hieràtica per als temes religiosos, i l'alfabet demòtic es va fer servir per als temes econòmics i literaris.
Es va començar a escriure al voltant del 660 aC i es convertí en l'escriptura dominant de l'Antic Egipte a prop del 600 aC. A primers del segle iv començà a ser reemplaçat per l'alfabet grec. L'últim cop que es recorda és l'any 451 dC, a les parets del temple de File. Demòtic és un terme creat per Heròdot i cal distingir-lo del demòtic grec (del poble)

## Demòtic primerenc
El demòtic primerenc (sovint referit amb el terme alemany Frühdemotisch) es va desenvolupar al Baix Egipte durant la part posterior de la dinastia vint-i-cinquena, trobat principalment a les esteles del Serapeum de Saqqara. Generalment es data entre el 650 i el 400 aC, ja que la majoria dels textos escrits en el demòtic primerenc estan datats de la dinastia vint-i-sisena i el govern posterior com a satrapia de l'imperi aquemènida, que era conegut com la dinastia vint-i-setena. Després de la reunificació d'Egipte sota Psamètic I, el Demòtic va substituir el hieràtic anormal a l'Alt Egipte, especialment durant el regnat d'Amosis II, quan es va convertir en l'escriptura administrativa i legal oficial. Durant aquest període, el demòtic només s'utilitzava per a textos administratius, legals i comercials, mentre que els jeroglífics i els hieràtics es reservaven per a textos religiosos i literatura.

## Demòtic mitjà
El demòtic mitjà (c. 400–30 aC) és l'etapa d'escriptura feta servir durant la Dinastia Ptolemaica. A partir del segle iv aC, el demòtic va tenir un estatus superior, com es pot comprovar pel seu creixent ús per a textos literaris i religiosos. A finals del segle iii aC, el grec grec koinéera més important, ja que era la llengua administrativa del país; Els contractes demòtics van perdre la major part de la seva força legal tret que hi hagués una nota en grec d'estar registrats a les autoritats.

## Demòtic tardà
Des del començament del domini romà d'Egipte, el demòtic va ser progressivament menys emprat a la vida pública. Hi ha, però, una sèrie de textos literaris escrits en demòtic tardà (c. 30 aC – 452 dC), especialment dels segles I i II dC. La quantitat de tots els textos demòtics va disminuir ràpidament cap a finals del segle II. En contrast amb la manera com el llatí va eliminar les llengües a la part occidental de l'Imperi, el grec no va substituir completament el demòtic. Després d'això, el demòtic només es va utilitzar per a unes quantes ostraques, subscripcions a textos grecs, etiquetes de mòmies i grafitis. L'últim exemple datat de l'escriptura demòtica és un grafit a les parets del temple d'Isis a Files, datat el 12 de desembre de 452. El text simplement diu "Petise, fill de Petosiris"; es desconeix qui era Petise.